# Zita Johann
Zita Johann, nascida Elisabeth Johann (Deutschbentschek, 14 de julho de 1904 - Nyack, 24 de setembro de 1993) foi uma atriz austro-americana, mais conhecida por sua atuação no filme de Karl Freund de 1932, The Mummy, com Boris Karloff. 

## Vida e carreira
Zita Johann nasceu Elisabeth Johann na vila de Deutschbentschek (perto de Timișoara), na Áustria-Hungria . A vila agora faz parte da Romênia. Seu pai, um oficial hussardo chamado Stefan Johann, emigrou com sua família para os Estados Unidos em 1911.
Ela estreou na Broadway em 1924 e fez sua primeira aparição no filme The Struggle, de DW Griffith, em 1931. Depois de sete filmes, ela deixou de trabalhar no teatro, trabalhando com John Houseman, com quem se casou de 1929 a 1933, e com Orson Welles. Ela também ensinou atuação a pessoas com distúrbios de aprendizagem. 
Johann se casou três vezes. Ela fez sua última aparição no filme de 1986 Raiders of the Living Dead. 
Em 1962, ela foi uma artista convidada no Elmwood Playhouse em Nyack, NY, onde dirigiu 'Don Juan In Hell'. 
Ela morreu em 1993 aos 89 anos em Nyack, Nova York. Ela foi cremada e suas cinzas foram espalhadas em uma fazenda da família no norte de Nova York. 

## Créditos de teatro

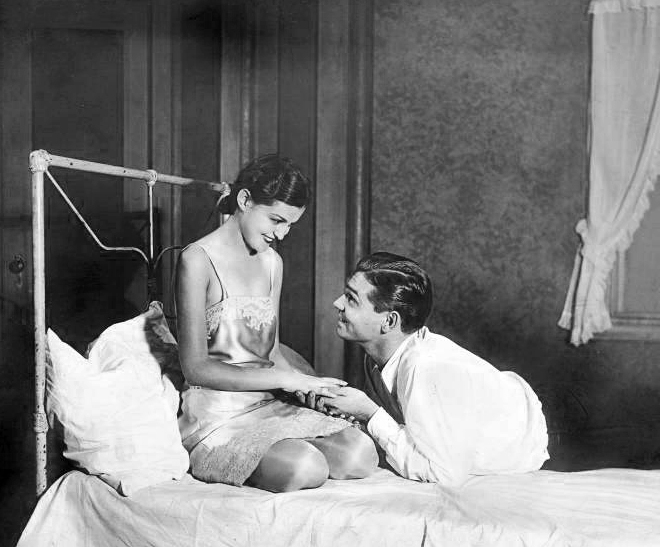
Zita Johann e Clark Gable em Machinal (1928)

| Encontro                                 | Título                 | Função                | Notas                               |
| ---------------------------------------- | ---------------------- | --------------------- | ----------------------------------- |
| 14 de abril - junho de 1924              | Man and the Masses     | First Woman Prisioner | Teatro Garrick, Nova York           |
| 24 de novembro de 1924 - janeiro de 1925 | Dawn                   | Judith                | Teatro Sam H. Harris, Nova York     |
| 18 de junho - 29 de novembro de 1925     | Grand Street Follies   | Artista               | Bairro Playhouse, Nova York         |
| 25 de janeiro a março de 1926            | The Goat Song          | Kruna                 | Guild Theatre, Nova York            |
| 7 de setembro - 24 de novembro de 1928   | Machinal               | Uma jovem mulher      | Teatro de Plymouth, Nova York       |
| 1 de abril - abril de 1930               | Troyka                 | Natascha              | Teatro Hudson, Nova York            |
| 22 de setembro a outubro de 1930         | Tio Vanya              | Sofya Alexandrovna    | Booth Theatre, Nova Iorque          |
| 13 de janeiro a julho de 1931            | Tomorrow and Tomorrow  | Eve Redman            | Teatro Henry Miller, Nova York      |
| 14-16 de março de 1935                   | Panic                  | Ione                  | Teatro Imperial, Nova York          |
| 27 de maio a junho de 1935               | Seven Keys to Baldpate | Mary Norton           | Teatro Nacional, Nova York          |
| 1 a 2 de março de 1940                   | The Burning Deck       | Nina Brandt           | Maxine Elliott Theatre, Nova Iorque |
| 23 de junho a julho de 1942              | Broken Journey         | Rachel Thatcher Arlen | Teatro Henry Miller, Nova York      |

## Filmografia

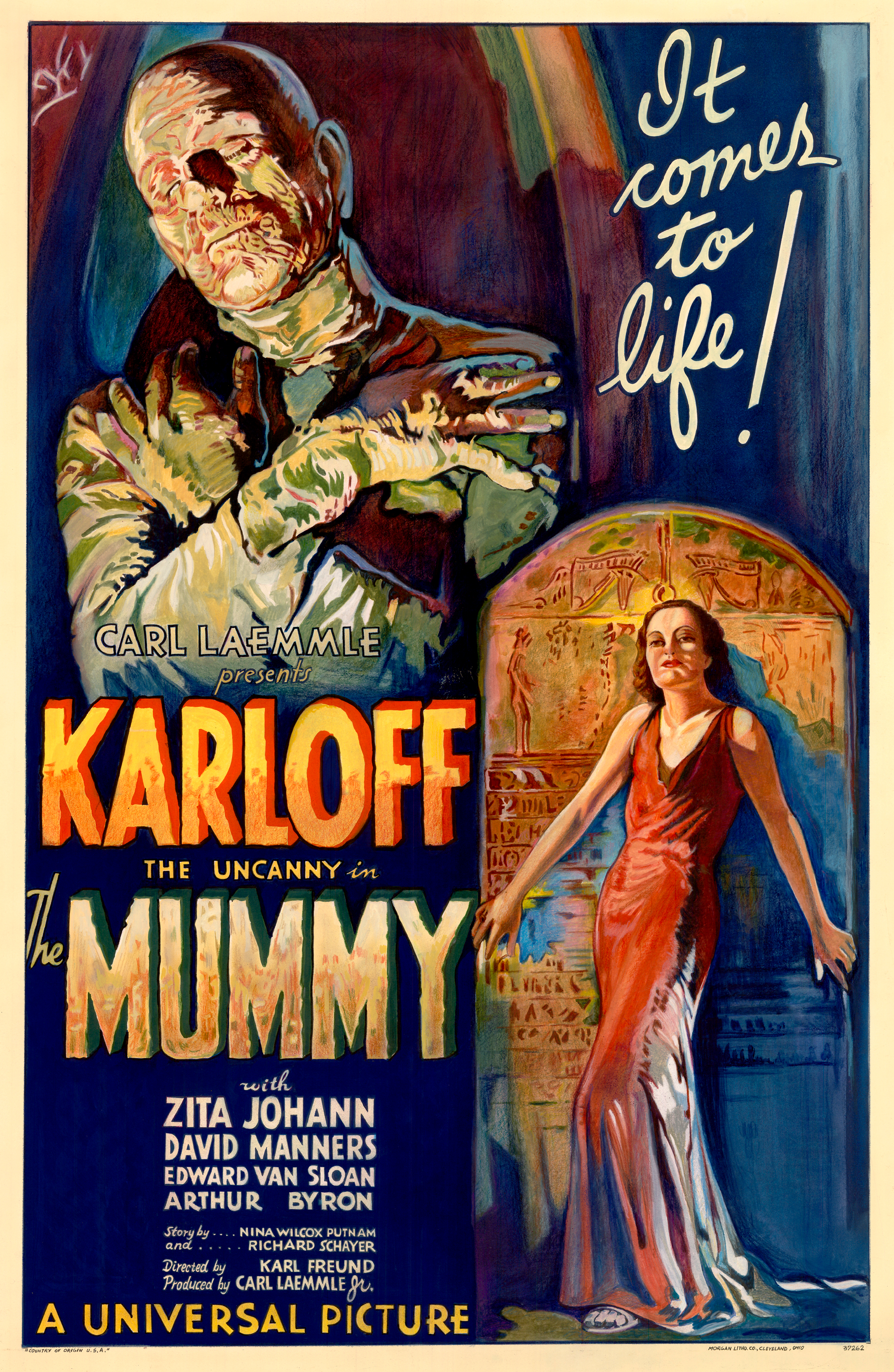
Poster para A Múmia (1932)

| Ano  | Título                      | Função          | Notas |
| ---- | --------------------------- | --------------- | ----- |
| 1931 | The Struggle                | Florrie Wilson  | [ 4 ] |
| 1932 | Tiger Shark                 | Quita Silva     |       |
| 1932 | The Mummy                   | Helen Grosvenor | [ 5 ] |
| 1933 | Luxury Liner                | Miss Morgan     |       |
| 1933 | The Man Who Dared           | Teena Pavelic   |       |
| 1933 | The Sin of Nora Moran       | Nora Moran      |       |
| 1934 | Grand Canary                | Suzan Tranter   |       |
| 1986 | Raiders of the Living Dead  |                 |       |
| 1993 | DW Griffith: Father of Film |                 |       |